# 越後滝谷駅
越後滝谷駅（えちごたきやえき）は、新潟県長岡市滝谷町にある、東日本旅客鉄道（JR東日本）上越線の駅である。

## 歴史
- 1920年（大正9年）11月1日：鉄道省の上越北線・宮内 - 東小千谷間開通の際に六日市駅（むいかいちえき）として開業[1]。
- 1925年（大正14年）10月1日：越後滝谷駅に改称[1]。
- 1960年（昭和35年）3月末：ホームをかさ上げ[2]。
- 1970年（昭和45年）12月15日：貨物の取り扱いを廃止[1]。
- 1984年（昭和59年）
  - 2月1日：荷物の取り扱いを廃止[1]。
  - 11月：棒線化[3]。
- 1985年（昭和60年）3月14日：無人駅となる[4]。
- 1987年（昭和62年）4月1日：国鉄分割民営化により、JR東日本の駅となる[1]。
- 2004年（平成16年）
  - 10月23日：新潟県中越地震により駅舎とホームが被災する。
  - 12月27日：越後川口 - 越後滝谷間、上り線を使用した単線運転で上越線全線で運転再開。ただし、すべての夜行列車と半数以上の普通列車、貨物列車は運休。タブレット閉塞式を用いるため運転扱いの駅員を臨時に配置。
- 2005年（平成17年）
  - 3月25日：越後川口 - 越後滝谷間の下り線が復旧し、上越線全線で複線運転を再開。夜行列車や、普通列車および貨物列車のほとんどが運転再開。
  - 月日不詳：中越地震に伴う被災により、駅舎を新築する。
- 2014年（平成26年）4月1日：新潟近郊区間に編入される（ただし、Suicaは利用不可[5]）[6]。
- 2016年（平成28年）：上りホームが1番線、下りホームが2番線と設定される。

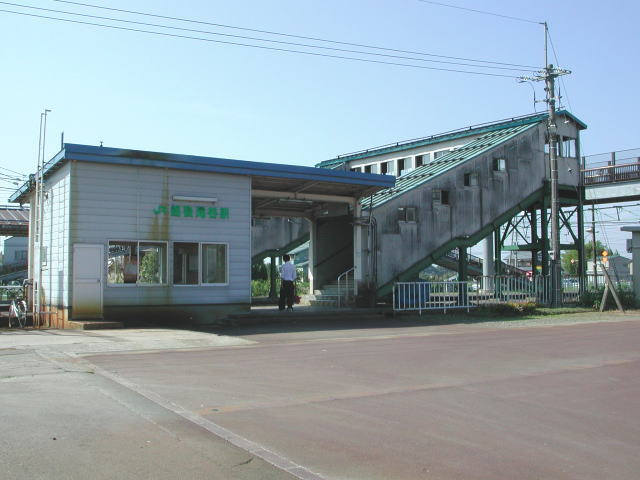
中越地震で被災する直前の旧駅舎（2004年9月）

## 駅構造
単式ホーム2面2線を有する地上駅で、ホーム間は跨線橋で連絡している。かつては1番線と2番線の間に中線があったが、現在は線路が撤去されている。
長岡統括センター（長岡駅）管理の無人駅である。駅構内には、屋内待合室や化粧室が設置されている。

### のりば
| 番線 | 路線    | 方向 | 行先               |
| ---- | ------- | ---- | ------------------ |
| 1    | ■上越線 | 上り | 小出・越後湯沢方面 |
| 2    | ■上越線 | 下り | 宮内・長岡方面     |

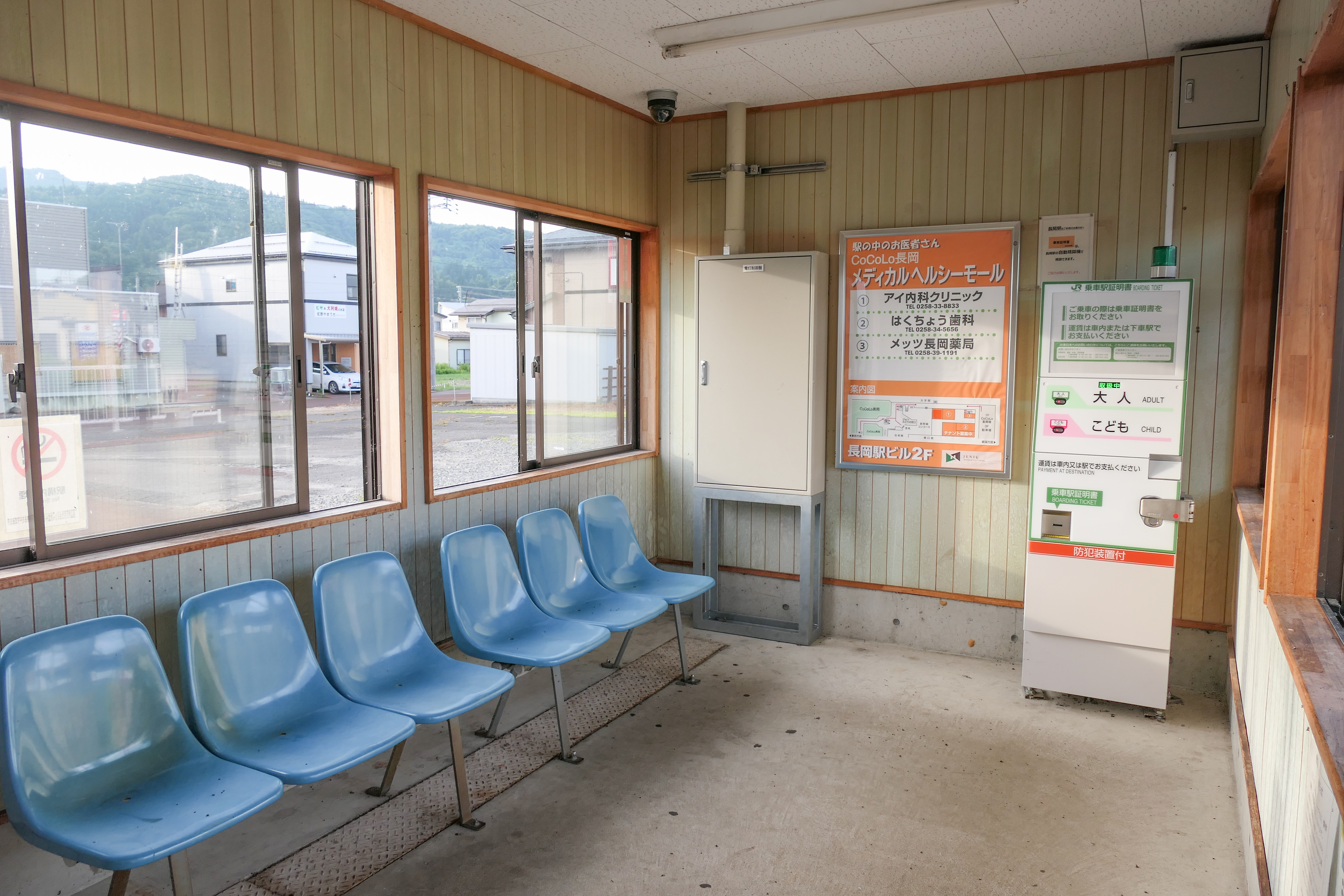
待合室（2022年7月）
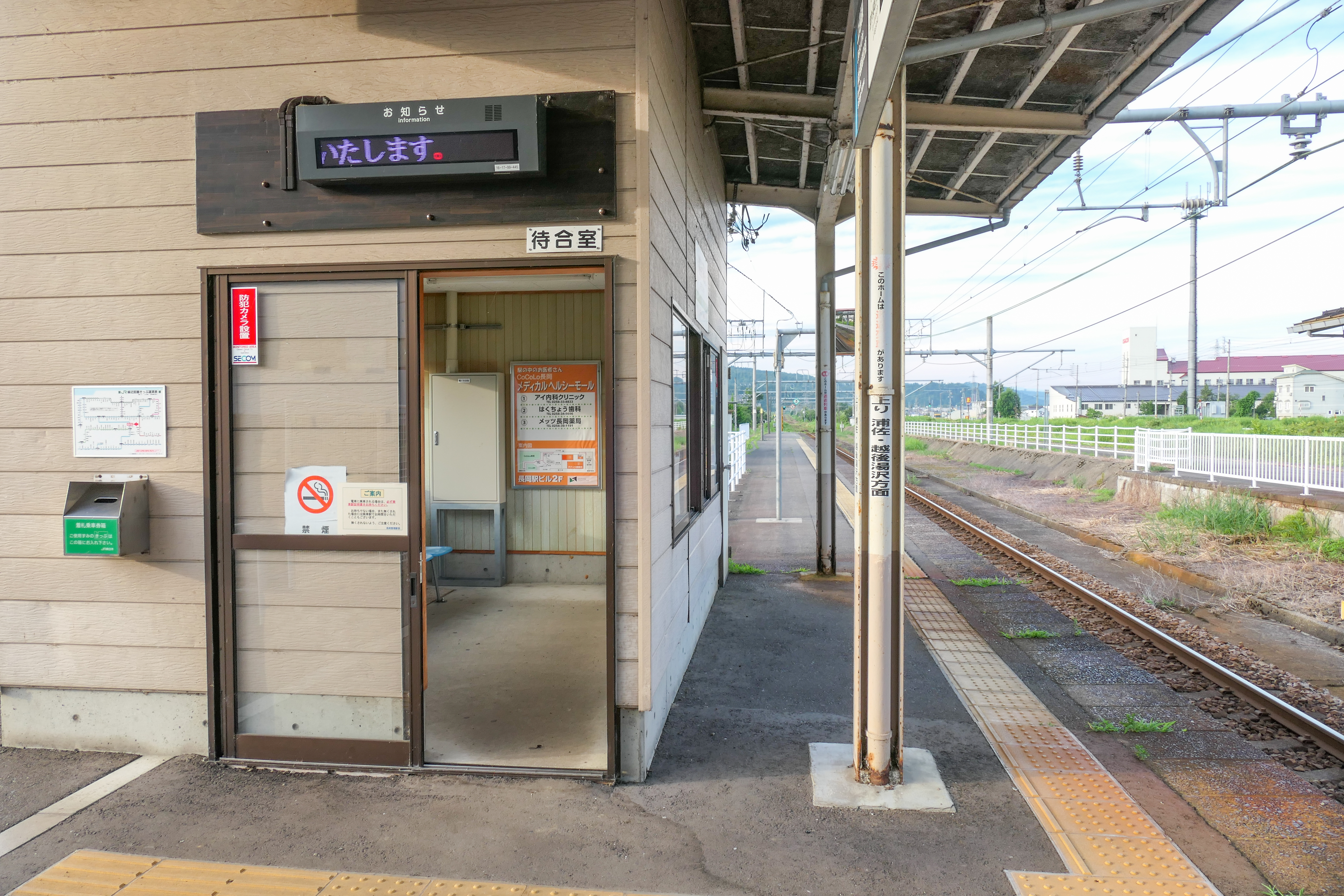
待合室入口と1番線ホーム（2022年7月）
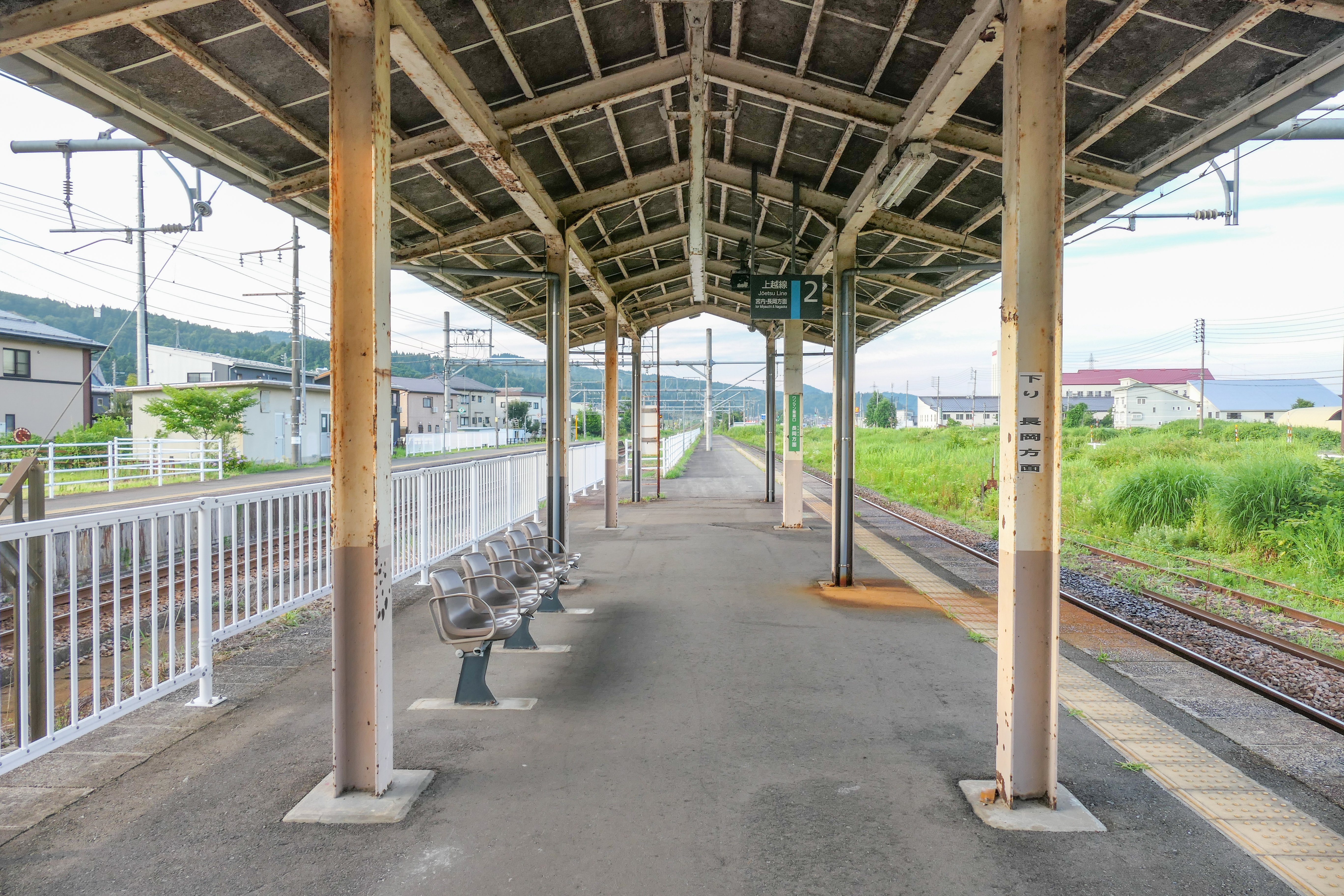
2番線ホーム（2022年7月）

## 利用状況
「長岡市統計年鑑」によると、2009年度（平成21年度）・2010年度（平成22年度）の1日平均乗車人員は以下のとおりであった。
| 乗車人員推移       | 乗車人員推移     | 乗車人員推移 |
| 年度               | 1日平均 乗車人員 | 出典         |
| ------------------ | ---------------- | ------------ |
| 2009年（平成21年） | 130              | [ 8 ]        |
| 2010年（平成22年） | 150              | [ 9 ]        |

## 駅周辺
- 新潟県道370号滝谷三和線
- 国道17号
- JAえちご中越 岡南プラザ店

## バス路線
駅前通りと駅裏の国道上にそれぞれ越後交通のバス停がある。
滝谷駅前（駅前通り）
- 長岡駅東口行き

滝谷（国道上）
- 長岡駅（大手口）行き
- 十日町車庫行き
- 小千谷インター行き

## 隣の駅
東日本旅客鉄道（JR東日本）
■上越線
小千谷駅 - 越後滝谷駅 - 宮内駅